# 献上図式
献上図式（けんじょうずしき）とは、幕府などに献上された詰将棋の作品集のこと。図式とは詰将棋の意味。

## 概要
献上図式は、初代家元制名人の初代大橋宗桂が将棋所に就任したのに応じて後陽成天皇に作品集を献上した（『言経卿記』慶長7年12月3日の記述）のが最初とされる。2代名人の二代大橋宗古がこれを踏襲し幕府に作品集を献上した。
この後代々の名人候補者が八段昇段の際に100番の詰将棋を作って献上するようになった。中でも三代宗看の『将棋無双』と伊藤看寿の『将棋図巧』は、ともに江戸時代を通じて最高の作品集であるが、八世名人九代大橋宗桂の代で途切れることとなった。献上を廃止した九世名人六代大橋宗英は、「詰将棋なら桑原君仲でもできる」と言ったとされ、これ以降、詰将棋そのものが衰退することとなった。

## 一覧
| 著者          | 俗称           | 献上年                 | 収録数 |
| ------------- | -------------- | ---------------------- | ------ |
| 初代大橋宗桂  | 将棋造物       | 慶長7年（1603年）      | 50     |
| 初代大橋宗桂  | 象戯馬法并作物 | 元和2年（1616年）      | 80     |
| 二代大橋宗古  | 将棋智実       | 寛永13年（1636年）     | 100    |
| 初代伊藤宗看  | 将棋駒競       | 慶安2年（1649年）以降  | 100    |
| 五代大橋宗桂  | 将棋手鑑       | 寛文9年（1669年）      | 100    |
| 二代伊藤宗印  | 将棋勇略       | 元禄13年（1700年）以降 | 100    |
| 三代大橋宗与  | 養真図式       | 享保1年（1717年）      | 100    |
| 三代伊藤宗看  | 将棋無双       | 享保19年（1735年）     | 100    |
| 伊藤看寿※     | 将棋図巧       | 宝暦5年（1755年）      | 100    |
| 八代大橋宗桂※ | 将棋大綱       | 明和2年（1766年）      | 100    |
| 九代大橋宗桂  | 将棋舞玉       | 天明7年（1787年）      | 100    |

表中、伊藤看寿と八代大橋宗桂の2人は名人になっていない。他に名人候補であった三代大橋宗桂が100番の詰将棋を作成していたが、初代伊藤宗看が名人を襲位したため献上されていない。
また、江戸幕府の崩壊後であり献上されたものではないが、2011年には十七世名人の資格者（当時）であった谷川浩司が『月下推敲』として図式集を刊行した。